# Assisi Szent Ferenc
Assisi Ferenc (latinul: Franciscus Assisiensis), egyházi nevén Assisi Szent Ferenc vagy ahogy a ferencesek nevezték: szerafikus Szent Ferenc (latinul: Seraphicus vagy „Pater seraphicus”) (Assisi, 1182. július 5. – Assisi, 1226. október 3.) a Kisebb Testvérek Rendje, azaz a ferencesek rendjének alapítója és a klarisszák társalapítója. A római katolikus egyház szentként tiszteli. Az életéről és munkásságáról szóló források számát tekintve a középkor egyik legjobban dokumentált személye.
Laikusként és nem papként akarta megreformálni az egyházat és jobban összhangba hozni az egyszerű emberek szükségleteivel. Gazdag családban született, de feladta vagyonát, és az evangéliumi szegénység követője lett. Egyszerű életmódja, anyagi lemondása, jótékonysága, mély spiritualitása és személyes karizmája több ezer követőt vonzott. Úgy prédikált a természetnek, az erdő madarainak és állatainak, mintha kommunikálna velük.
Olaszország, az állatok, a kereskedők és a természet védőszentje, a testvériség gondolatának egyik jelentős kiterjesztője. Sokak számára ikonikus személy, akinek élete jobban tükrözi Jézus életét, mint a keresztény történelem bármely más alakja. A 2013-ban pápává választott Jorge Mario Bergoglio bíboros az ő tiszteletére vette fel a Ferenc nevet. Az egyik legnagyobb hatású középkori katolikus szent, akinek jelentős kultusza van a nyugati kultúrában. Személyét számos művész megörökítette (például Liszt Ferenc, Rossellini), és a katolikus közösségek által lakott helyeken, számos templom, közterület, kisebb városrész, vagy nagyváros közvetett vagy közvetlen névadója.

## Élete

### Ifjúkora
A legenda, miszerint istállóban született, csak a 15. századból származik, és úgy tűnik, bizonyos írók azon vágyából fakadt, hogy életét Krisztuséhoz hasonlítsák.
Apja gazdag assisi ruhakereskedő volt. Anyjáról keveset tudunk, de állítólag egy provence-i (francia) nemesi családból származott. Ferenc Giovanni di Bernardone néven született, amelyet apja később Francescóra változtatott, Franciaország iránti szeretete miatt. Így általánosan Francesco (Francis) néven ismerték, aminek a jelentése olaszul: „kis francia”.
Apja gazdagsága kiváló oktatást biztosított fiának, így folyékonyan olvasott több nyelven, beleértve a latint is. De nem volt túl szorgalmas, és irodalmi műveltsége is hiányos maradt. Bár apja révén kapcsolatban állt a kereskedelemmel, nemigen kedvelte a kereskedői pályát. Ismert róla, hogy fiatalkorában ivott, és élvezte az életet és sok barátja társaságát, akik többnyire nemesi származásúak voltak.
Az egyik történet szerint Ferenc egy nap a barátaival szórakozott, amikor egy koldus jött, és alamizsnát kért tőlük. Míg barátai figyelmen kívül hagyták kérését, ő mindent odaadott a férfinak, ami a zsebében volt. Barátai kinevették, kigúnyolták az „ostobasága” miatt, majd amikor hazaért, apja dühében megszidta.

### Megváltozott emberként

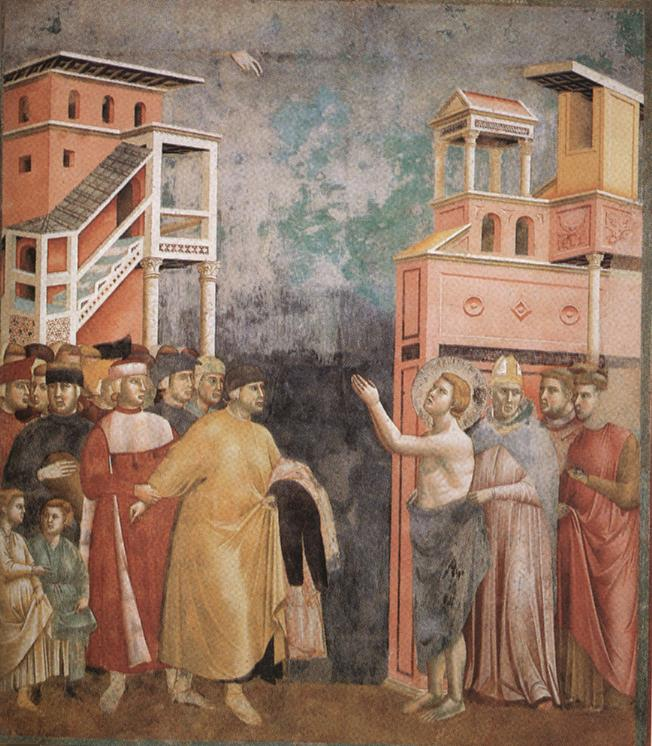
Giotto di Bondone: Ferenc szakít az apjával

1201-ben Assisi városa hadba indult az ellenséges Perugia ellen, s ő is csatlakozott a harcoló csapatokhoz. Nem sokkal később Collestradánál egy sebesülés miatt fogságba esett, majd egy év raboskodás után megváltozott emberként tért haza 1203-ban. Ezt tetézte fogságban szerzett súlyos betegsége is, amely mély lelki válságba döntötte.
A dicsőségvágytól űzve, hogy lovagi babérokat szerezzen, 1205-ben mégis elindult Apuliába, hogy beálljon Gualtiero di Brienne, szentföldi keresztes háborúba induló seregébe, de útban Spoleto felé, egy különös álom hatására visszatért szülővárosába.
Bár időnként még mindig csatlakozott egykori társai mulatozásaihoz, megváltozott viselkedése egyértelműen mutatta, hogy más ember lett. Kezdte kerülni egykori barátai ivászatait és lakomáit. Sok időt töltött magányos helyeken, és Istentől kért megvilágosítást. Az imában és magányban töltött bizonytalanság után világnézete kezdett átalakulni.
Egy nap, amikor lóháton kelt át az umbriai síkságon, Ferenc váratlanul egy szegény leprás közelébe ért. A visszataszító betegségű ember hirtelen felbukkanása először undorral töltötte el, és ösztönösen visszavonult, de kicsit később idegenkedését uralva leszállt a lóról, megölelte a szerencsétlent, és minden pénzét odadta neki. Nagyjából ugyanebben az időben elzarándokolt Rómába.
Nem sokkal azután, hogy visszatért Assisibe, egy misztikus élményben volt része. Miközben egy ősi feszület előtt imádkozott a város alatti, elhagyatott útszéli Szent Damján-kápolnában, a Megfeszített Krisztus ikonja életre kelt, és háromszor így szólt hozzá: „Ferenc, Ferenc, menj és javítsd meg a házamat, mert látod, hogy romokba dől.” Ferenc ezt szó szerint értelmezte, hogy ez arra a rossz állapotban levő templomra vonatkozik, ahol éppen imádkozott, ezért eladta a lovát és egy rakomány ruhaneműt az apja készletéből, majd az árát a templom papjának adományozta.
Apja rendkívül felháborodott a tettein, és megpróbálta „észhez téríteni”, először fenyegetésekkel, majd testi fenyítéssel. Hogy elhárítsa apja haragját, egy teljes hónapig bujdosott egy barlangban, a Szent Damján közelében. Amikor előkerült erről a rejtekhelyről és visszatért a városba, az éhségtől lesoványodva és a szennytől bemocskolódva őrültnek csúfolták.
A végső vita után, amelyre apja kérésére a püspök jelenlétében került sor, Ferenc szakított apjával, lemondott örökségéről, és a következő néhány hónapban koldusként tengődött Assisi környékén.
Ezt követően visszatért a városba, ahol ezúttal két évet töltött, és a várost járta koldusként, majd több romos templomot rendbe hozatott, köztük a Santa Maria degli Angeli (Angyalok Szűz Máriája)-kápolnát, azaz a Porziuncolát, amely később a kedvenc lakhelyévé vált. Közben megkétszerezte buzgóságát a jótékonysági munkákban, különösen a leprások ápolásában.

### Szerzetesrend alapítójaként

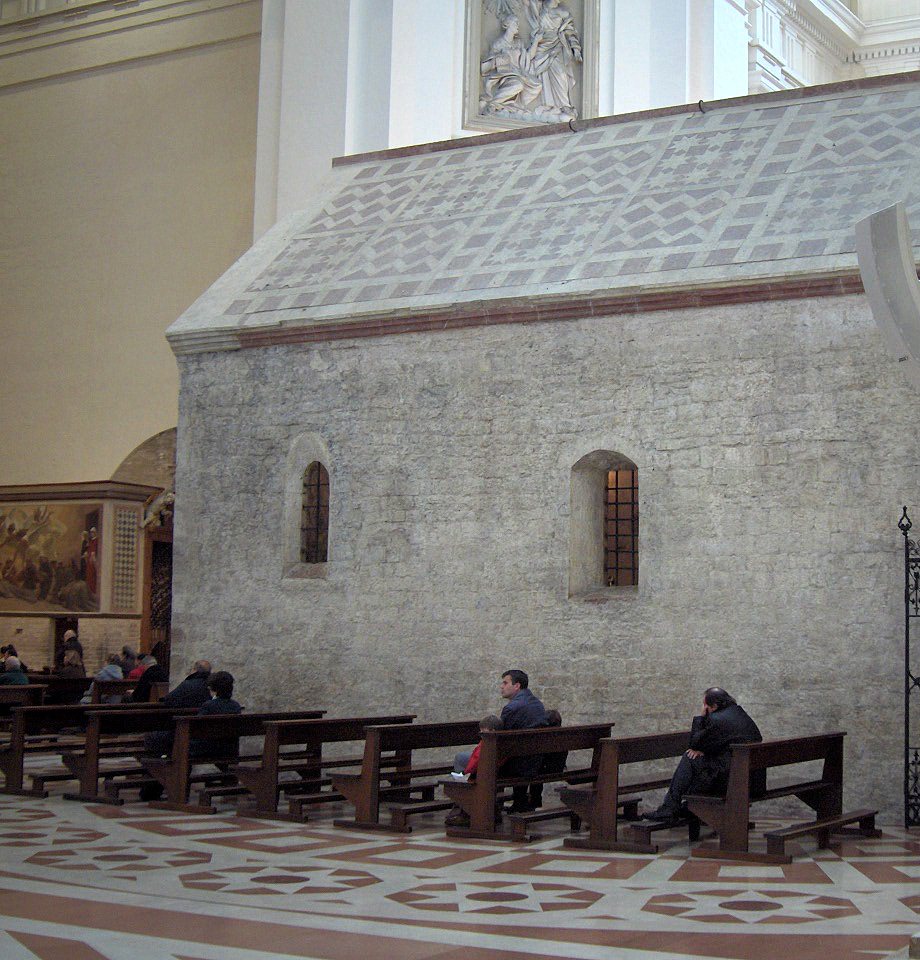
Porziuncola oldalnézetből a mai Santa Maria degli Angeli-bazilikában, Assisiben

A 13. századi ferences Jordanus  szerint 1209 februárjában Ferenc hallott egy prédikációt Máté evangéliumáról, amely tovább formálta az életét. Ebben az evangéliumban Krisztus azt mondja követőinek, hogy menjenek el és hirdessék, hogy „a mennyek országa elközelgett”, és hogy Krisztus tanítványai ne rendelkezzenek se arannyal, se ezüsttel, se pénztárcával, se cipővel és buzdítsák megtérésre a bűnösöket, hirdessék Isten országát. Ez akkora benyomást tett Ferencre, hogy úgy döntött, teljes egészében az apostoli szegénység követésének szenteli magát.
Durva csuhát öltött, és mezítláb, az evangéliumi előírást követve, anyagi javak nélkül a bűnbánatról kezdett prédikálni. Hamarosan követte őt első tanítványa, a városból való jogász, aki minden vagyonát feláldozta a hit terjesztése érdekében. Nemsokára több társuk is akadt, és kicsiny közösségük egy éven belül elérte a tizenegy főt.

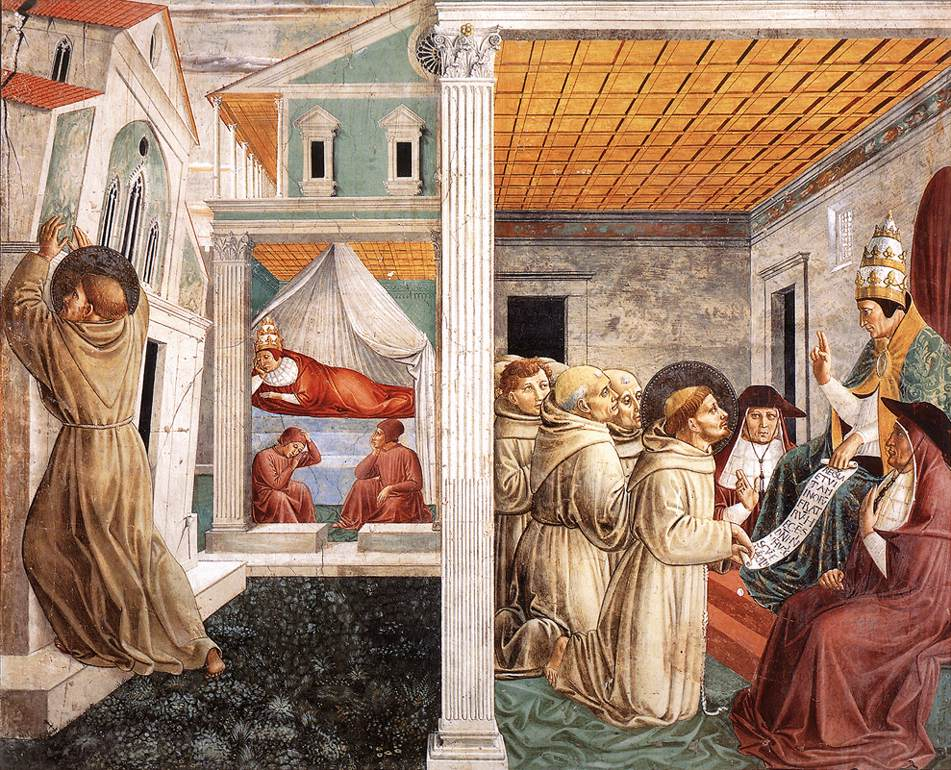
Benozzo Gozzoli (1420–1497): III. Ince pápa jóváhagyja a ferences rendet

Ferenc nem akart szerzetesrendet alapítani, csak Jézust követni az evangéliumok és főként a hegyi beszéd szellemében.
Nem is volt soha pappá szenteltelve, s a közösségben, melyet vezetett, egyenrangú testvérekként éltek együtt, „fratres minores”-nak, vagyis „kisebb testvéreknek” nevezve magukat.

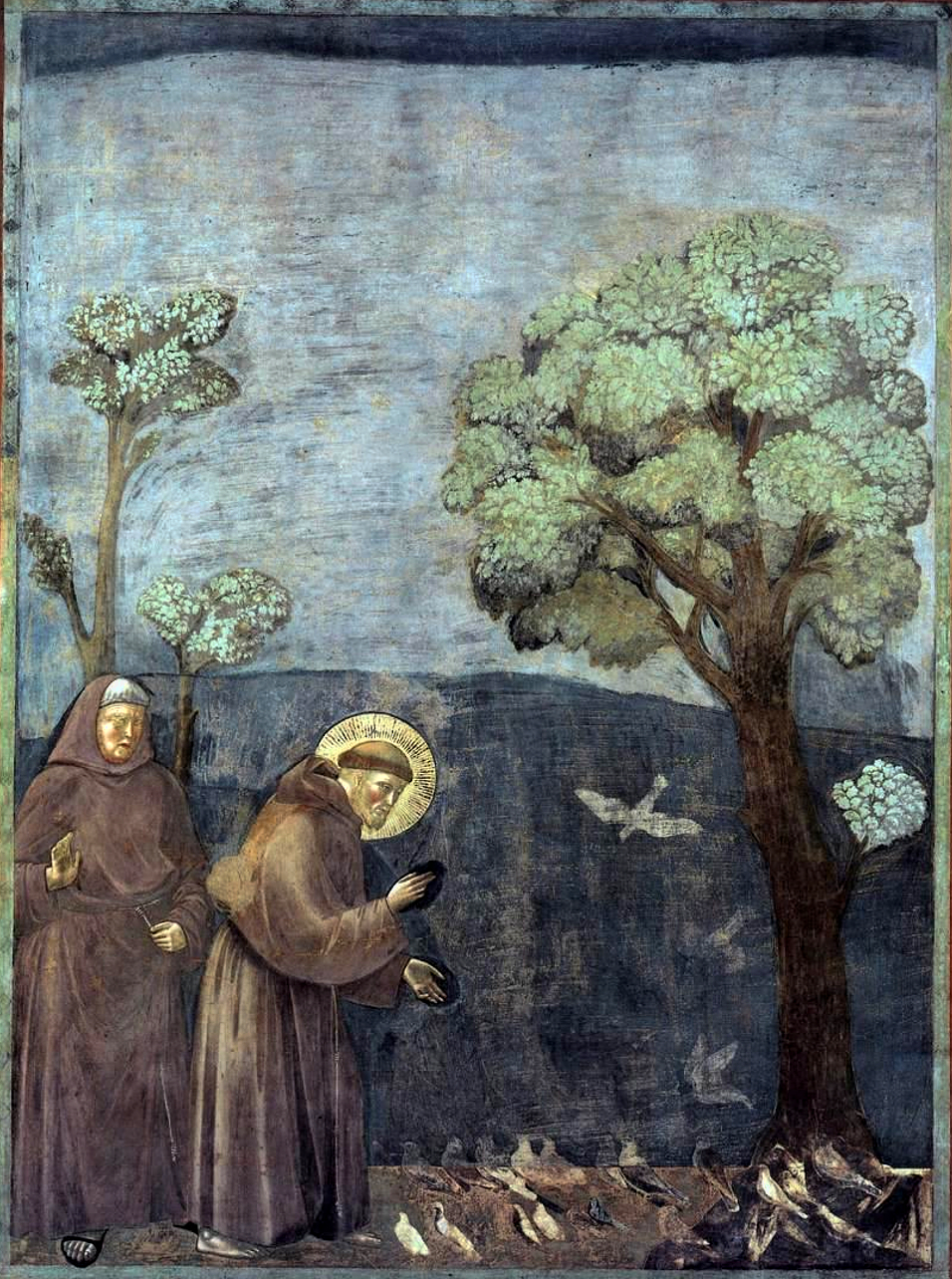
Szt. Ferenc a madaraknak prédikál

1209-ben aztán elindult tizenegy első követőjével Rómába, ahol a pápa engedélyét kérte egy új rend megalapításához. III. Ince pápa, a hagyomány szerint rendjük szabályzatát 1209. április 16-án hagyta jóvá, s máig ezt a momentumot tekintik a ferences rend hivatalos megalapításának.
A „testvérek” egyszerű életet éltek az Assisi melletti Rivo Torto egy kunyhójában, de idejük nagy részét Umbria hegyvidéki körzeteiben bolyongva töltötték, mindig vidáman és énekelve, komoly benyomást téve hallgatóikra.
A rend tagjait frátereknek, azaz „testvéreknek” nevezték. Céljuk az apostoloknak adott útmutatás szerinti élet volt. Ennek érdekében szegénységi fogadalmat tettek, és vállalták, hogy életüket Isten szolgálatának szentelik.
1211 körül állandó központot szereztek Assisi közelében, a bencések nagylelkűsége révén, akik a Porziuncola kis kápolnáját adták nekik. Ehhez a szerény, (Ferencnek már korábban kedves hely) szentélyhez csatlakozott az első ferences kolostor, néhány kis kunyhó vagy cella felhúzásával, szalmából, sárból és más természetes anyagokból.
Porziuncola központjukból, amely a ferences rend bölcsőjévé és Ferenc életének központi helyévé vált, a „testvérek” kettesével járak a térség lakossága közé. Mint „gondtalan” emberek, az egyik helyről a másikra vándorolva énekeltek és magukat az Úr tanítványainak nevezték.
A munkásokkal együtt dolgoztak a mezőn, és ha senki sem adott nekik munkát, akkor koldultak. Ferenc és társai rövid időn belül óriási befolyásra tettek szert, és különböző életszínvonalú, gondolkodású férfiak áramoltak a rendbe. A felvett újoncok között volt a híres három társ is, akik később megírták az életét, nevezetesen: Tancredi Angelus, egy lovag; Leó, a titkára és gyóntatója és Rufinus (Rufino), Assisi Klára unokatestvére.

### Későbbi élete
1211-ben Ferenc elindult Jeruzsálembe, ahová már régóta szeretett volna eljutni, de a dalmát partok mellett hajótörést szenvedett, és így visszatért Itáliába.
(Más források szerint 1212 őszén a szaracénok (arabok) megtérítése iránti égető vágya késztette arra, hogy a Közel-Keletre induljon.)
A ferencesek rendje közben gyorsan gyarapodott, egyre népszerűbb lett a nemesség körében is. 
1212 nagyböjtje alatt Ferencnek a Szent György-templomban elmondott prédikációja után megkereste Klára, és könyörgött, hogy csatlakozhasson hozzá. Az akkor még csak tizennyolc éves lány a virágvasárnapot követő éjszakán titokban elhagyta apja házát, és két társnőjével Porziuncola kápolnájához ment, ahol találkozott a szerzetesekkel. Ferenc, miután levágta a haját, szegénységi és vezeklő életmódra eskette fel.
Klárával megalapították a Szt. Damján Szegény Hölgyeinek, később pedig klarisszáknak nevezett női rendet, amelynek tagjait a Szent Damján-templom melletti kolostorban szállásolta el.
A következő tavasszal Közép-Itáliában az evangelizálásnak szentelte magát. Ekkortájt (1213) egy gróftól ajándékba kapta a La Verna hegyét. Ez a hegy lett az egyik legkedveltebb imamenedékhelye. Ide vonult vissza, „a szemlélődésre különösen alkalmas” hegyre, a toszkánai Appenninek egy elszigetelt csúcsára. Ő ugyanis sohasem választotta el teljesen a szemlélődő életmódot az aktív élettől, erről tanúskodnak az emlékéhez kötődő remetelakok, és a benne élők számára írt furcsa szabályzatok.
1213-ban vagy 1214-ben ismét tengerre szállt, ezúttal Marokkó felé, hogy elérje a hitetleneket és ha kell, vérét ontsa az evangéliumért. Súlyos megbetegedése miatt azonban Spanyolországban megszakította útját, majd visszafordult Itáliába. A hiteles részletek azonban hiányoznak ezen utazásáról és spanyol tartózkodásáról. Umbriába való visszatérése után számos előkelő és tanult férfit fogadott rendjébe, köztük egyik életrajzíróját, Celanói Tamást  (Tommaso da Celano).
Celanói Tamást 1221-ben a németországi prédikálómisszióval bízták meg, amelynek során több kolostort alapított.

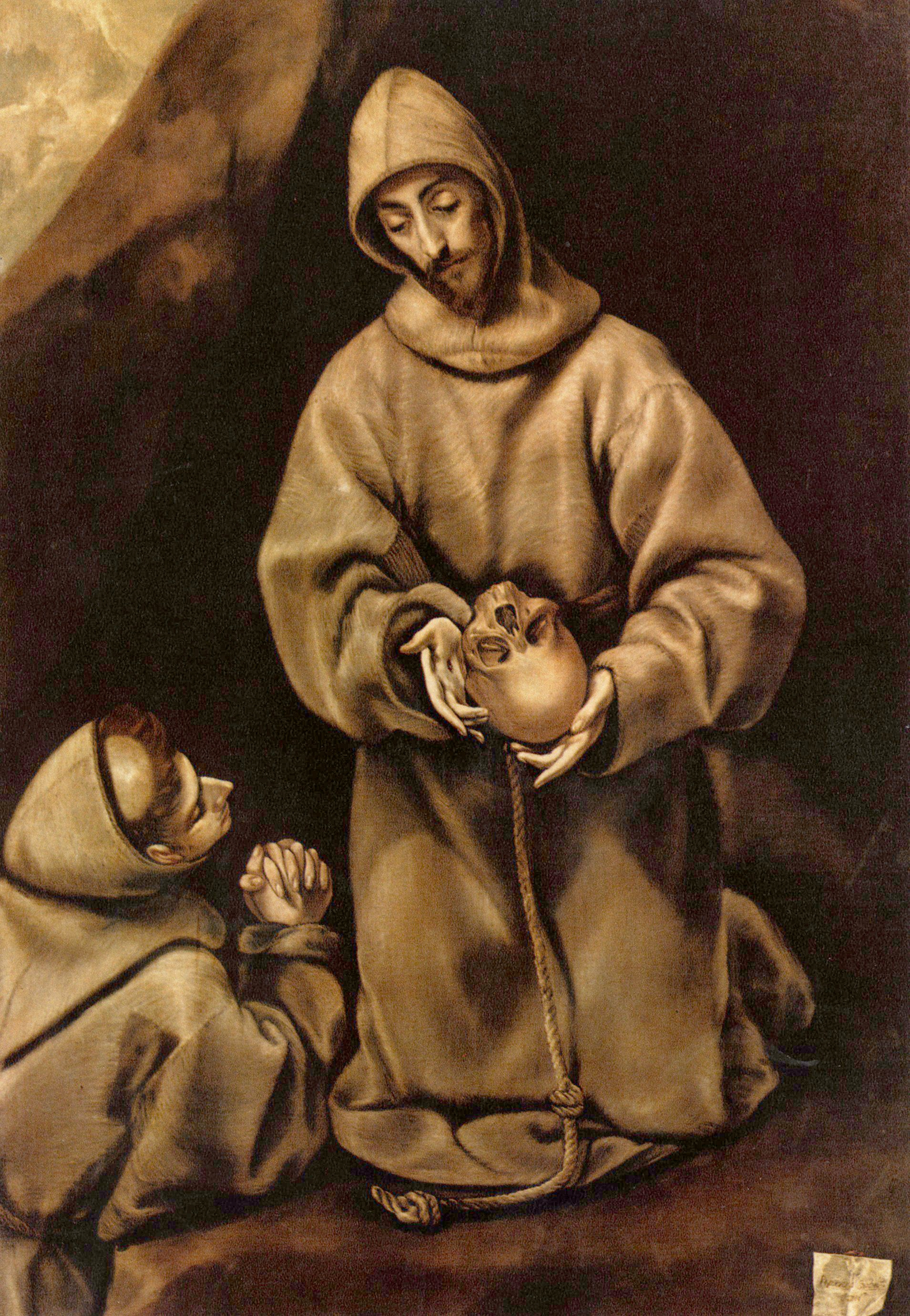
El Greco: Ferenc és Leó testvér
„Most pedig Leó testvér, halld a végső tanulságot! A Szentlélek mindazon kegyelmei és ajándékai közül, amelyekkel Isten az ő szeretteit elhalmozza, a legnagyobb adomány, ha önmagunkat le tudjuk győzni, és készek vagyunk Krisztus szeretetéért elviselni minden bántalmat és méltánytalanságot, minden igazságtalanságot és kellemetlenséget”

1215-ben ismét Rómába ment, a negyedik lateráni zsinatra. Valószínűleg ekkor találkozott Guzmán Domonkossal, aki a domonkosok rendjét alapította.
1217-ben a növekvő szerzetesgyülekezet tartományokra és csoportokra oszlott, és barátokat küldtek Franciaországba, Németországba, Magyarországra, Spanyolországba és Keletre.

### Egyiptomban
1219-ben, a II. András vezette ötödik keresztes hadjárat során Ferenc misszionáriusként Palesztinába utazott és ott csatlakozott az Egyiptomba tartó keresztes hadsereghez. Damietta közelében, a Nílus torkolatánál, a muszlim hadsereg táborában prédikált Al-Kámil egyiptomi szultánnak. (Ezt az esetet nem ferences források is dokumentálják, például Oliver de Paderborn, a keresztes háború krónikása.)
Egyes beszámolókban Ferenc kihívta a muszlim tudósokat az igaz vallás tűzpróbájára, amit ők elutasítottak. Amikor Ferenc felajánlotta, hogy elsőként lép a tűzbe, és amennyiben a tűztől nem esne baja, a szultán ismerje el Krisztus igaz istenségét, a szultán megengedte neki a prédikálást.
Ferencnek ebből az alkalomból három célja volt: először a szultánnak keresztény vallásra térítése, másodszor, hogy szükség esetén mártírként haljon meg, harmadszor pedig a béke megteremtése.
A szultán, hallgatva Ferenc „érveit és szenvedélyét, hogy életet mentsen”, fegyverszünetet ajánlott. Ferenc elvitte ezt a hírt a keresztes hadjárat vezetőjének, Pelagius Galvaninak, aki azonban „szigorúan elutasította az ajánlatot”. Ferenc alapján a szultán „nagyobb emberséget és békevágyat tanúsított”, mint a pápai legátus hadjáratvezető Pelagius.
Bár a szultánt nagyon lenyűgözte a koldus szerzetessel való találkozása, Ferenc nem tudta megakadályozni a közelgő csatát, és a keresztes hadjárat folytatódott tovább.
Ferenc soha nem ítélte el a vallás terén az erőszak alkalmazását, és gyakran szerepel azon keresztények listáján, akik támogatták a keresztes hadjáratokat vagy legalábbis akik nem ítélték el azokat. Rövid ideig részt vett a keresztes hadjáratokban, de úgy tűnik, őszintén törődött a muszlimok lelkével és számos más katolikus irányzattal szemben szorgalmazta az evangelizálás lehetőségét, vagyis a velük való racionális párbeszédet.
Ezután felkereste Palesztina szent helyeit. Ennek eredményeként e szenthelyek gondozását a ferencesek kezébe adták.
Életrajzírója, Bonaventura (1221–1274) alapján Ferenc elcsodálkozott a muszlimok vendégszeretetén és jótékonyságán, s amikor meghallotta, hogy néhány ferencesnek ételt és pénzt ajánlott fel egy muszlim, azt mondta: „Nézd meg, milyen harmónia van a gonoszság fiai között… Az ilyen jótékonyság még egy muszlim részéről is igazi „nemesgyöngy.”

### Utolsó évei
1220 őszén visszavonult vagy lemondott a ferencesek vezetői posztjáról, és a rend irányítását Cattaneói Péter (Pietro Cattaneo/Cattini) testvérnek adta át. Úgy tűnik, hogy ennek köze volt a rendről alkotott elképzelése és a gyakorlati megvalósítás közötti különbségnek. Nem sokkal ezután azonban Cattini 1221. márciusában meghalt. Porziuncolában temették el. Állítólag csodák történtek ezután, és az emberek a Porziuncolába özönlöttek, megzavarva a ferencesek mindennapjai életét. Ferenc könyörgött Cattininek, hogy állítsa le a csodákat, majd ettől kezdve a csodák meg is szűntek.
Az 1220-ban vagy 1221-ben pünkösdkor tartott porziuncolai gyűlésen állítólag több ezer szerzetes volt jelen, mintegy 500 jelentkező mellett. Vessző- és sárkunyhók adtak szállást a szerzetesek tömegének, míg a környező lakosság pedig élelmet biztosított nekik.

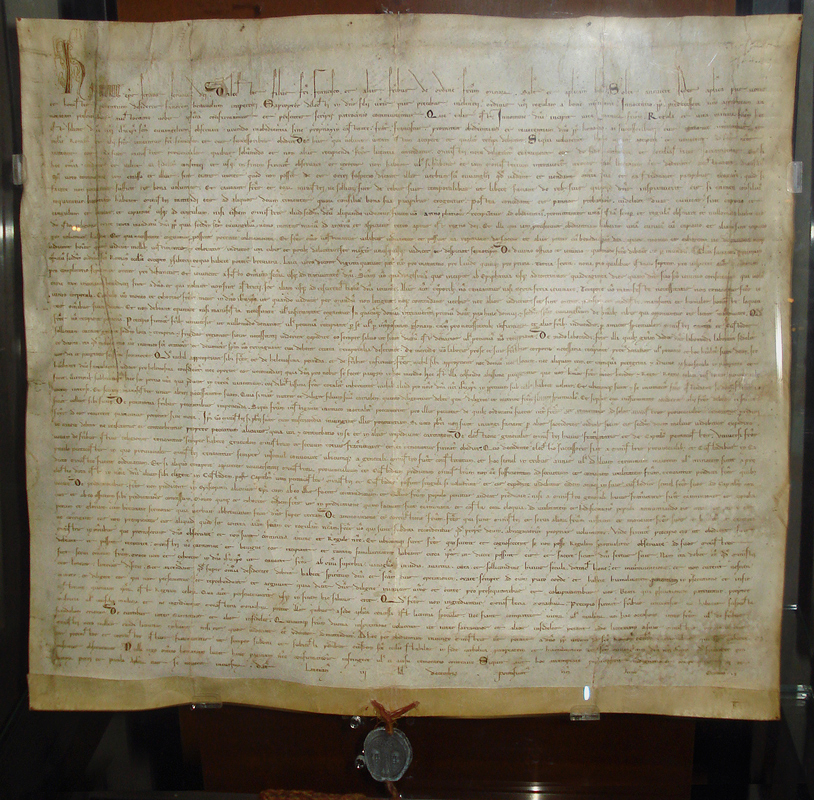
A ferences regula

Ezután Cortonai Illés (1180–1253) vezette a ferences rendet, aki Ferenc haláláig be is töltötte ezt a hivatalt.
Ferenc közben a néhány utolsó éve alatt a személyes példamutatás néma tanításával igyekezett hatni a szerzetesekre.
Egyes írók szerint 1221-ben új szabályzatot dolgozott ki a rendre vonatkozóan. Mások ezt az úgynevezett 1221-es szabályzatot nem új szabálynak tekintik, hanem az elsőnek, amelyet III. Ince már korábban szóban jóváhagyott. Bárhogy legyen is, az egyesek által 1221-es szabályzatnak nevezett kompozíció nagyon eltér a valaha készült hagyományos szabályoktól. Túl hosszadalmas és pontatlan volt ahhoz, hogy formális szabállyá váljon, ezért két évvel később Ferenc visszavonult Fonte Colombóba, a Rieti melletti remeteségbe és átírta a szabályzatot egy bonyolultabb formában.
Majd újra újrafogalmazta és ebben a formában III. Honoriusz pápa 1223. november 29-én ünnepélyesen jóváhagyta. (→ ferences regula).
1224 augusztusának elején Ferenc három társával visszavonult a „Tiberis és Arnó közötti hegyekbe, hogy negyvennapos böjtöt tartson a Mihály-napra való felkészülés érdekében. Szeptember közepén, imádkozás közben, megjelentek rajta a stigmák. Ezek után viszont egyre nagyobb fájdalmakat érzett a testében.
1226-ban gyógykezelésre ment Rietibe, onnan Sienába szállították, végül hazavitték Assisibe, ahol lelki végrendeletet hagyott, amelyben a kinyilvánította a ragaszkodását az evangéliumi szegénységhez és a szabályzathoz.
Az első szerzetesközösség lakóhelyén, Porziuncolában, 1226. október 3-án este hunyt el, 44 évesen. Halála után hozták nyilvánosságra a rajta megjelenő stigmák létét, kiemelve azt, hogy az addig ismertté vált stigmatizált szentek közül ő az első, akinek testén az összes stigma megjelent, azaz a bordáján lévő lándzsaszúrás is.
Halálakor a ferences rendnek 3000–5000 közötti tagja volt.

### Halála után

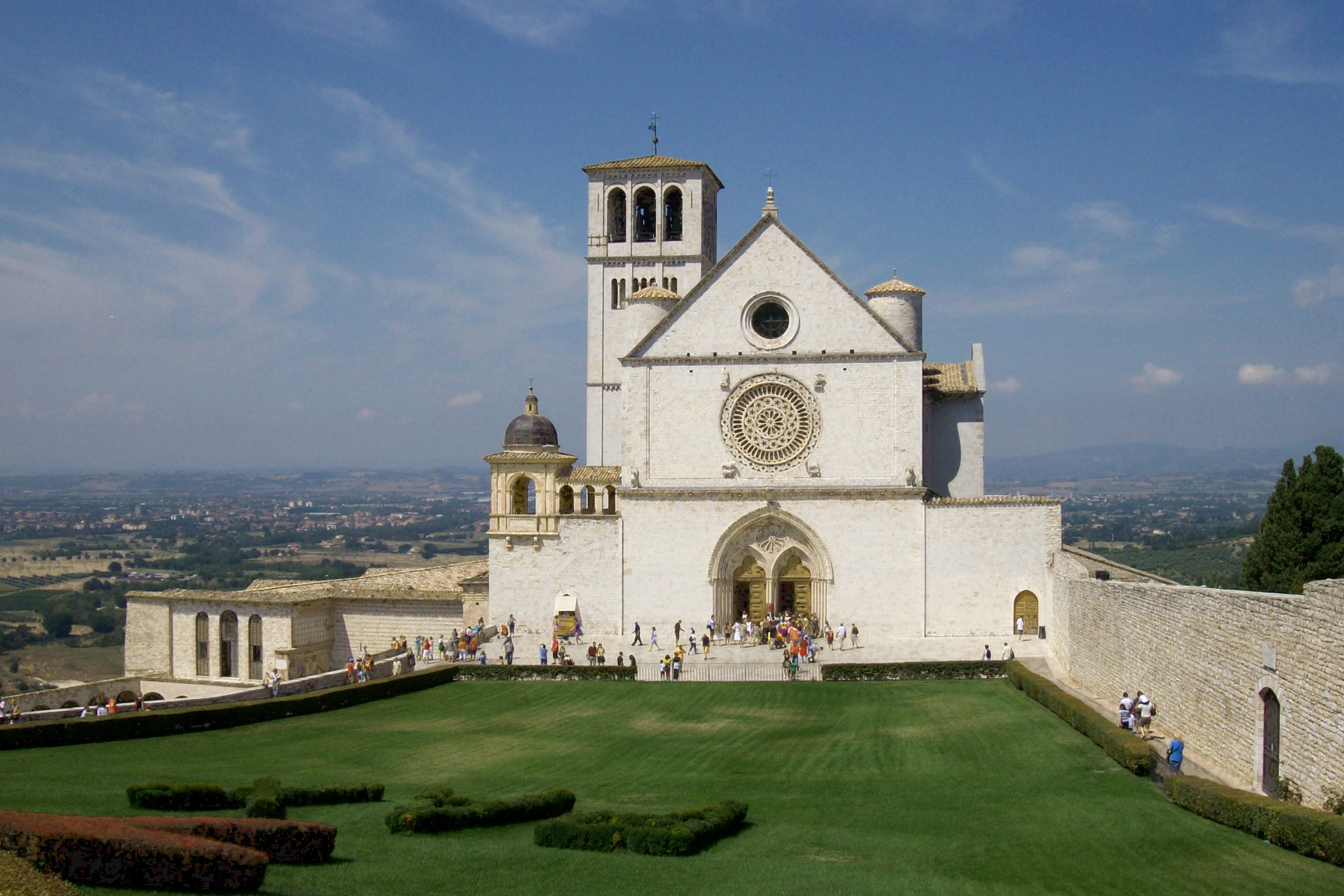
Az Assisi Szent Ferenc-bazilika napjainkban

Két évvel a halála után, 1228. július 16-án IX. Gergely pápa szentté avatta a Mira circa nos bullával, és a következő napon letette az Assisi Szent Ferenc-bazilika alapkövét. A szentté avatási folyamata az egyik leggyorsabb volt a katolikus egyház történetében. Az eseményről részletesen beszámol Celanói Tamás a „Vita Prima” című művében.

## Regulája
Ferenc a szerzeteseknek létrehozott egy szabályzatot, amely a nyugati szerzetesség egyik fő regulája lett.

## Munkássága
Nem lévén pap, tanítás helyett buzdító igehirdetést gyakorolt, azaz megtérésre és evangéliumi életre buzdított; Példát is mutatott, alázatos és egyszerű életmódjával. Ferenc „kisebb a kisebbek között” akar lenni (alázatos az alázatosok között). Ezért alkalmazta társaira a „kisebb testvérek” elnevezést, amelyet a gazdagok megvetően adtak a közembereknek, mert ő maga a "nép embere" alakját akarta megtestesíteni.
Fő elve az evangéliumok gyakorlati megélése, Krisztus követése volt, (sine glossa) magyarázgatások nélkül. 
A lényeget az alázatosságban, az evangéliumi szegénységben és az egyetemes testvériségben látta:
- Testvériség: a „testvéreknek” nem szabad egyedül élniük, hanem szeretettel és odaadással kell gondoskodniuk egymásról (és általában mindenkiről). Ugyanez a feltétel nélküli gondoskodás kiterjed nemcsak az emberi teremtményekre, hanem az egész teremtésre, mint Isten művére, így megtapasztalva az egyetemes testvériséget.
- Alázat: hogy az egyén valóban Isten szolgálatába állhasson, megszabadulva a földi vágyaktól, amelyek eltávolítják az embert a jóságtól és az igazságosságtól.
- Szegénység: minden javak birtoklásáról való lemondás azáltal, hogy megosztjuk mindazt, ami nekünk adatik, minden testvérünkkel, kezdve a leginkább rászorulókkal.

Míg más, eretnekeknek kikiáltott személyek nyíltan bírálták az egyházat és annak bűnben élő papjait, szerzeteseit, elvetették a szentségek nagy részét; ő tisztelte a klérust, nem bírált senkit, és a eucharisztia létrehozóit látta a papságban.
Ferenc természetszeretete mögött főleg az állt, hogy a Teremtőt látta a teremtményeiben. A teremtéshez való testvéri viszonyt fejezte ki a Napfivér énekében is. Isten dicséretében hálát adott neki az olyan alkotásokért, mint például a "Tűztestvér" és a "Víznővér". Az élő és élettelen teremtményeket, az állatokat az emberiség testvéreiként emlegette, elutasítva az anyagi felhalmozást és az érzéki kényelmet. Az életét körülvevő történetek közül sok az állatok iránti szeretetével foglalkozik.
Az ökológiai mozgalom képviselői  és a keresztény társadalmi tanítás emberközpontú irányultságának kritikusai ezért Ferencben az ember és a természet példaértékű kapcsolatának ideális típusát látták. János Pál pápa ezért 1979-ben a környezetvédelem és az ökológia védőszentjévé nyilvánította őt. Az Inter Sanctos című apostoli levélben a pápa utalt Ferencnek az élő és élettelen természet iránti nagyrabecsülésére, amely alapján a holdat és a csillagokat, a tüzet, a vizet, a levegőt és a földet is "testvérként" kezelte.
Az általa alapított rend néhány év alatt elterjedt egész Európában, egész a Balti-tengerig. Az évszázadok során számos rend kapott ihletet Ferenctől és lelki társától, Assisi Klárától.
Az imádsághoz és elmélkedéshez a ferences szabályzatban az evangéliumi előírásoknak megfelelően hozzáadta a "missziós szellemet."

### Írásai
Sok írást hagyott hátra, bár magát tanulatlannak jellemezte; a középkorban általános volt ez a szerénység. Számos imát és éneket (laudi) hagyott maga után, köztük a híres Napfivér énekét. Főleg dicshimnuszokat, istentiszteleti szövegeket, imákat, intelmeket, szabályzatokat írt, de ezen kívül maradtak meg tőle származó levelek is, ezek egy része azonban csak piszkozatként vagy diktátumként.
- Canticum Fratris Solis (A Napfivér éneke) Naphimnusz
- Regula di vita negli eremi, az élet szabályzata a remetelakokban (1217 és 1221 között írva)
- Regula non bullata, a ferences rend korai szabályzata, 1221
- Regula bullata, a későbbi szabályzat, 1223
- Testamentum, végrendelete, 1226

## Legendái
Az életéről számos legenda terjedt el. Egyes források szerint prédikált az állatoknak is, akik értették a szavait. Éppen ezért a különféle ábrázolásokon, festményeken, szobrokon az alakja gyakran látható állatok, elsősorban madarak társaságában.
A leghíresebb mű, amely a természet iránti alázatát és szeretetét illusztrálja, a Vigina (A kis virágok v. Virágoskert) című legenda- és folklórgyűjtemény, amely a halála után keletkezett. Azt mondják, hogy egy napon, amikor Ferenc néhány társával utazott, egy olyan helyre akadtak az úton, ahol a madarak mindkét oldalon betöltötték a fákat. Ferenc azt mondta a társainak, hogy „várjatok meg, amíg elmegyek prédikálni a húgaimnak, a madaraknak”. A madarak körülvették, akiket vonzotta a hangja, és egyikük sem repült el. Ő pedig prédikált nekik. Erről 13. századi freskó is jelent meg az Assisi Szent Ferenc-bazilikában, a műt Giotto di Bondone-nak tulajdonítva. A történet számos modern kori művészt is inspirált (→ A klasszikus zeneművészetben)
Az állatok világnapját 1931 óta Szent Ferenc emléknapján, október 4-én ünnepelik.
A legenda szerint Szent Ferenc Cannarióban prédikálni kezdett a népnek, de előbb megparancsolta a fecskéknek, hogy hallgassanak, míg el nem mondja beszédét. Azok azonnal engedelmeskedtek… Továbbmenve fölemelte tekintetét, észrevette, hogy az úttól nem messze a fákat óriási madársereg lepte el. Egészen elámult a madarak hihetetlen sokasága láttán, és azt mondta társainak: „Várjatok meg itt, amíg prédikálok húgocskáimnak, a madaraknak.” Letért a mezőre, odament a madarakhoz, és elkezdett beszélni a földön csipegetőkhöz, mire a fákon ülők is mind odasereglettek, valamennyien szép csöndben várták végig a beszédet, s el nem szálltak addig, amíg Szent Ferenc áldásával égnek nem eresztette őket. Amikor Szent Ferenc közöttük sétált, s csuhájával megérintette a madarakat, akkor sem repült el egyik sem.

## Életrajzok
Az első róla szóló életrajzok, valószínűsíthető szerzői dátumokkal:
- Első legenda/történet (Legenda Prima), Celanói Tamás / Tommaso da Celano (1228–1230).
- A tökéletesség tükre (Speculum Perfectionis), szerzője ismeretlen.
- Második legenda (Legenda Secunda), Celanói Tamás (1247).
- Szent Ferenc főlegendája (Legenda Maior), Szt. Bonaventura (1263).
- A három társ legendája (Legenda Trium Sociorum) (1270–1300).

## Megjelenése a művészetekben

### Filmeken és a TV-ben
- 1950: Szent Ferenc virágai, Roberto Rossellini rendezésében és Federico Fellini társrendezésében. Ferencet Nazario Gerardi, Nocera Inferiore kolostorának valós ferences szerzetese alakította.
- 1961: Assisi Ferenc című történelmi dráma, Kertész Mihály (Michael Curtiz) rendezésében, a félig magyar származású Louis de Wohl Örömteli koldus (The Joyful Beggar, 1958) című műve alapján. Ferenc szerepében Bradford Dillman főszereplésével. A Szt. Klárát alakító Dolores Hart később bencés apáca lett.
- 1966: Francesco d'Assisi tévédráma, Liliana Cavani rendezésében.
- 1966: Hawks and the Sparrows, Pier Paolo Pasolini rendezésében.
- 1972: Napfivér, Holdnővér, rendező: Franco Zeffirelli .
- 1989: Francesco (Ferenc) című film, Liliana Cavani rendezte. A gazdag ember fiából vallásos humanitáriussá, végül pedig szentté alakulását követi nyomon. Ferencet Mickey Rourke alakítja.
- 2002: Francesco Olasz TV-minisorozat, Michele Soavi rendezője.
- 2007: Olasz TV-minisorozat (2 epizód) Chiara és Francesco (Klára és Ferenc), rendező: Fabrizio Costa .
- 2010: Pranchiyettan és a szent, szatirikus indiai malájalam film.
- 2011: Séta Ferenccel rövidfilm, rendező: Jeremy Culver .
- 2014: A Szent Ferenc megtalálása (Finding St. Francis), Paul Alexander rendezésében.
- 2014: Olasz TV-minisorozat (2 epizód) Francesco, Liliana Cavani rendezte.
- 2016: Ferenc álma című film, Renaud Fely és Arnaud Louvet rendezésében.
- 2016: A szultán és a szent, Alexander Kronemer rendezésében, Alexander McPherson főszereplésével
- 2016: A barát – Assisi Ferenc és testvérei (L'ami – François d'Assise et ses frères), Renaud Fely és Arnaud Louvet rendezésében, Elio Germano főszereplésével.
- 2010-es évek: Assisi Szent Ferenc nyomában, dokumentumfilm ferences szerzetesek szereplésével.[26]
- 2022: The Letter: A Message for our Earth (A levél: Üzenet a Földünknek), Nicolas Brown filmje [27]

### A klasszikus zeneművészetben
- Liszt Ferenc:
  - Cantico del sol di Francesco d'Assisi (Assisi Ferenc napéneke), S.4 (szent kórusmű, 1862, 1880–81; prelúdium zongorára változatai, S. 498c, 499, 499a; prelúdium orgonára változata, S. 665, 760 ; a Hozsanna változata orgonára és harsonára, S.677)
  - St. François d'Assise: La Prédication aux oiseaux, Deux Légendes (Assisi Szent Ferenc: Prédikáció a madaraknak), Két legenda 1. sz., S.175 (zongora, 1862–63)
- Gabriel Pierné : Assisi Szent Ferenc (oratórium, 1912)
- William Henry Draper : Istenünk és királyunk minden teremtménye ( A Nap éneke, 1919)
- Mario Castelnuovo-Tedesco : Fioretti (ének és zenekar, 1920)
- Gian Francesco Malipiero : San Francesco d'Assisi (kórus és zenekar, 1920–21)
- Hermann Suter : Le Laudi (A dicséretek) vagy Assisi Szent Ferenc laudációi (Le Laudi di San Francesco d'Assisi), a Nap éneke alapján, ( oratórium, 1923)
- Amy Beach : A nap éneke (1928)
- Paul Hindemith : Nobilissima Visione (Nemes látomás) (1938)
- Leo Sowerby : A nap éneke (kantáta vegyes hangokra kísérettel zongorára vagy zenekarra, 1944)
- Francis Poulenc : Assisi Szent Ferenc négy kis imája (Quatre petites prières de St. François d'Assise) (férfi kórus, 1948)
- Seth Bingham : The Canticle of the Sun (kantáta vegyes hangú kórusra, szoli ad lib. kísérettel orgonára vagy zenekarra, 1949)
- William Walton : A nap éneke (Cantico del sol) (kórus, 1973–1974)
- Olivier Messiaen : Assisi Szent Ferenc (St. François d'Assise) (opera, 1975–1983)
- Juliusz Łuciuk : Święty Franciszek z Asyżu (oratórium szopránra, tenorra, baritonra, vegyes kórusra és zenekarra, 1976)
- Peter Janssens : Franz von Assisi, Musikspiel (Zenejáték, szöveg: Wilhelm Wilms, 1978)
- Michele Paulicelli:  Forza venite gente (zenés színház, 1981)
- John Michael Talbot : A nagy király trubadorja (1981), Assisi Szent Ferenc 800. születésnapja tiszteletére komponált.
- Karlheinz Stockhausen : Luzifers Abschied (1982), a Samstag aus Licht című opera 4. jelenete
- Libby Larsen : Éneklek és felemelek egy zsoltárt (SATB kórus és orgona, 1995)
- Sofia Gubaidulina : Sonnengesang (szóló cselló, kamarakórus és ütőhangszerek, 1997)
- Juventude Franciscana : Balada de Francisco (gitárkíséretű, 1999)
- Angelo Branduardi : L'infinitamente piccolo (album, 2000)
- Lewis Nielson : Szent Ferenc prédikál a madaraknak (kamaraverseny hegedűre, 2005)
- Peter Reulein (zeneszerző) / Helmut Schlegel (librettó): Laudato si' ( oratórium, 2016)
- Daniel Dorff : Szent Ferenc virágai (szóló klarinétra, 2013)
- Mel Hornyak és Elliot Valentine Lee : Litany of the Martyrs, feltűnik az Adamandiban (2022-es zenei szám)

### Ábrázolásai a képzőművészetben

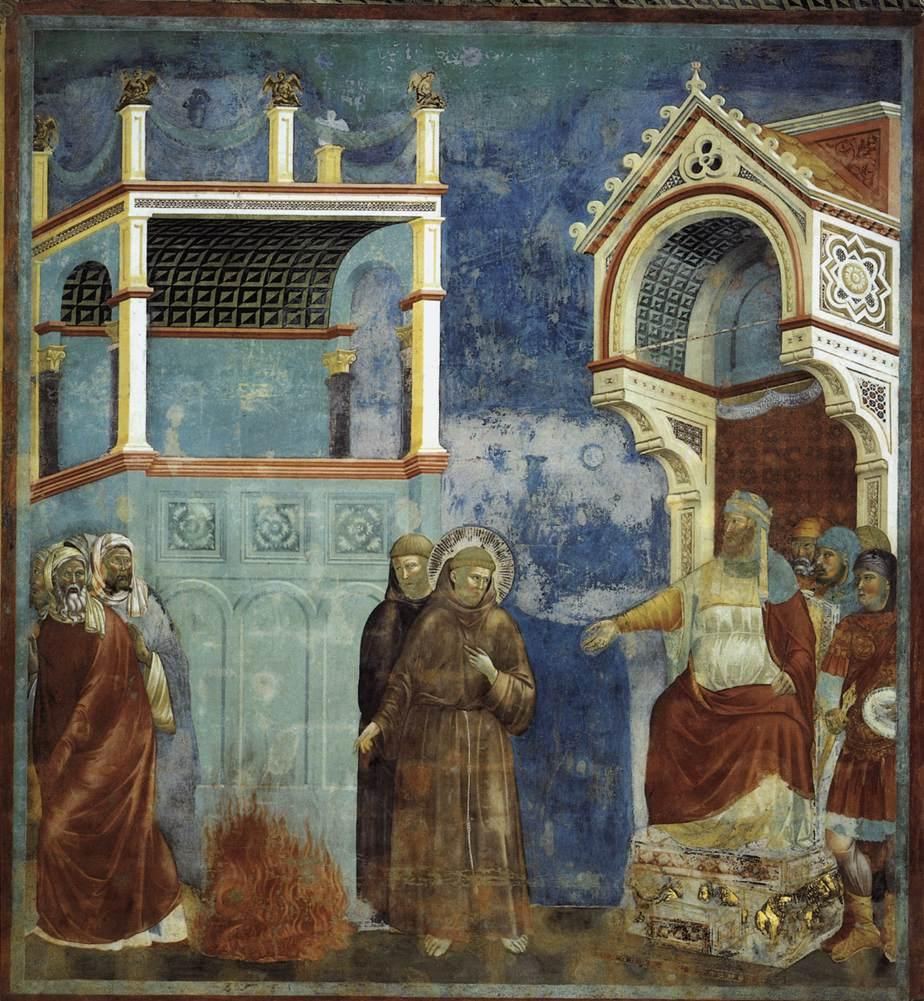
Giotto di Bondone: Tűzpróba a szultán előtt
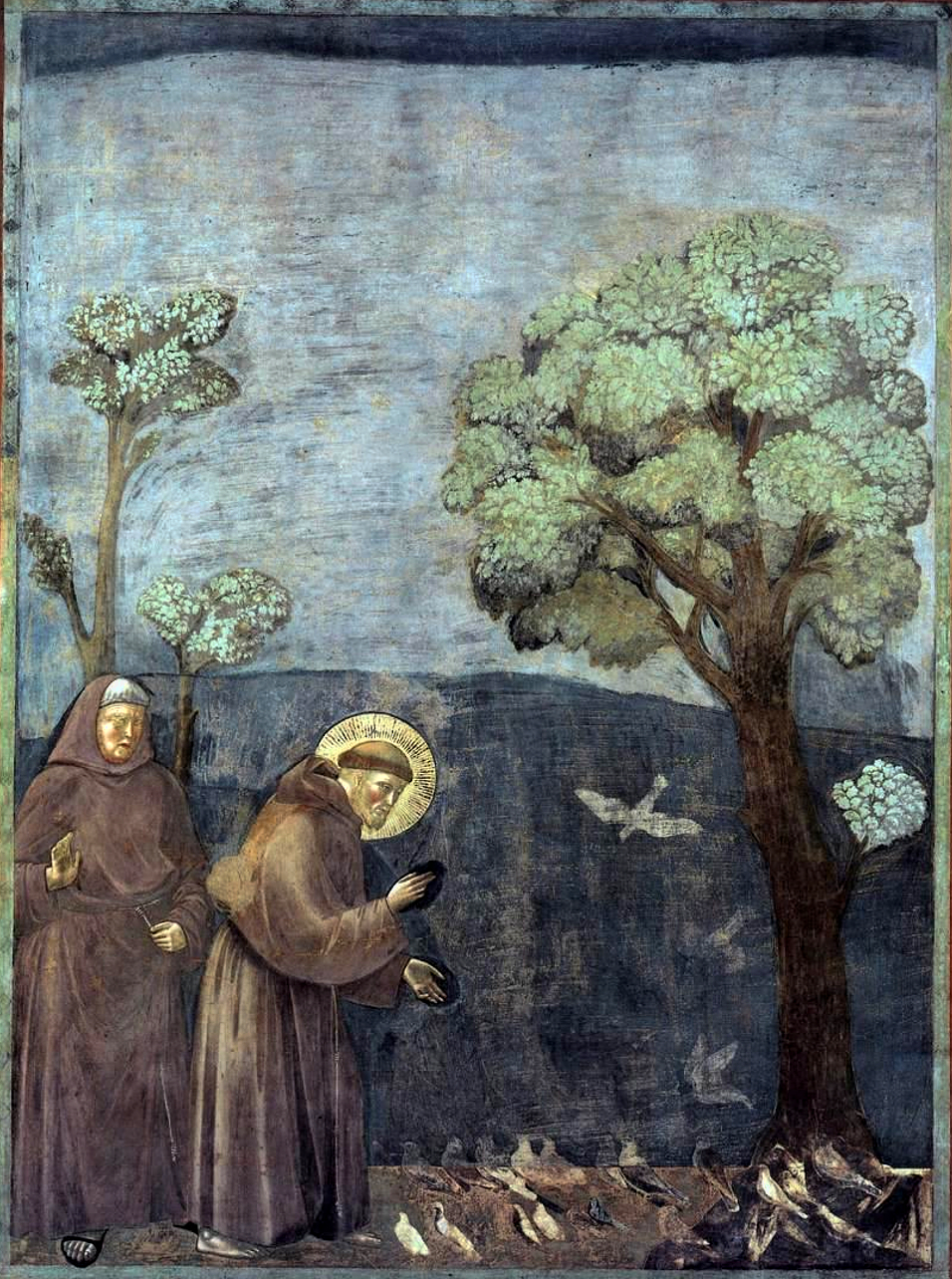
Giotto di Bondone: Szent Ferenc beszél a madarakhoz
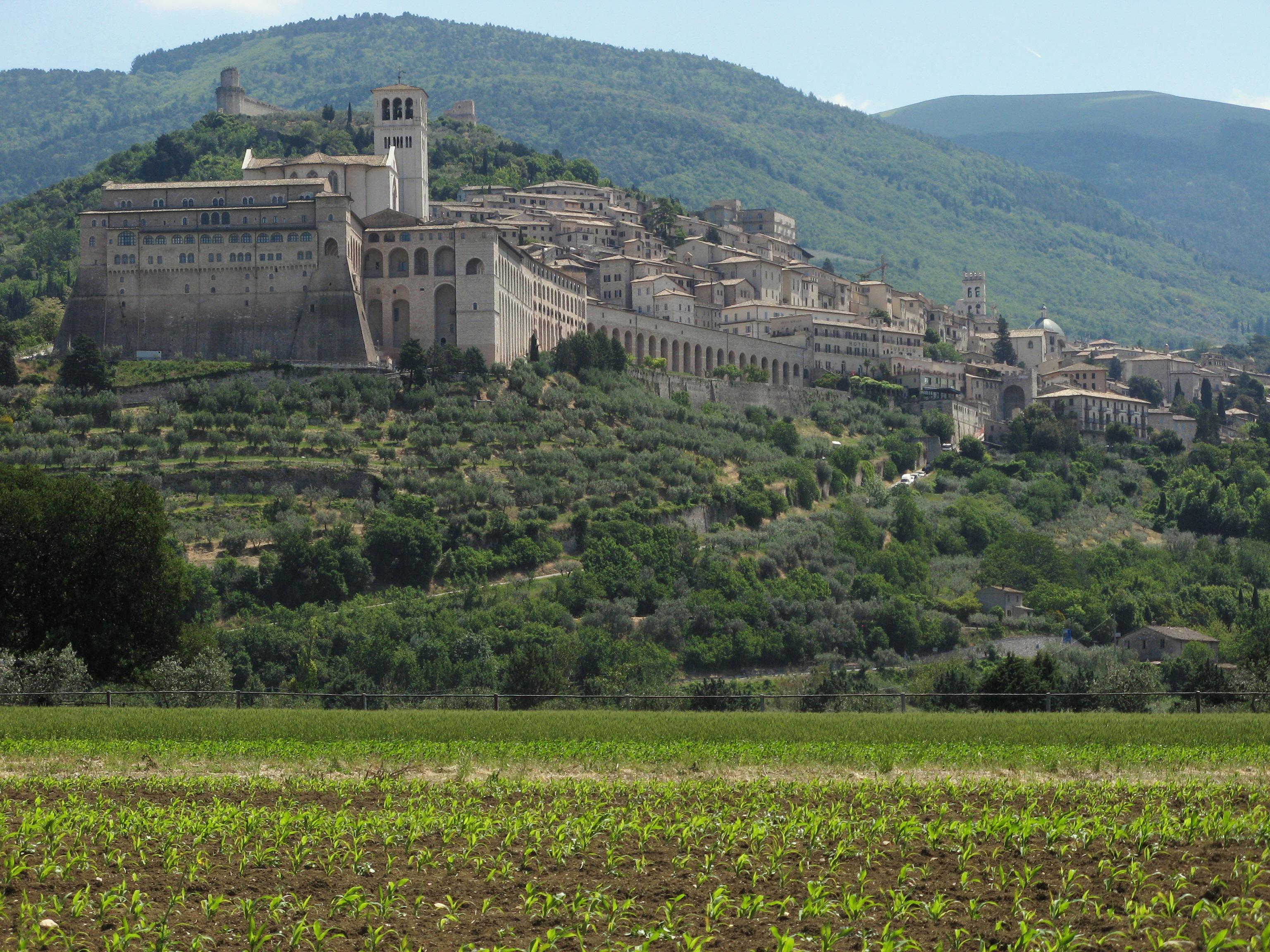
Az Assisi Szent Ferenc-bazilika mai látképe
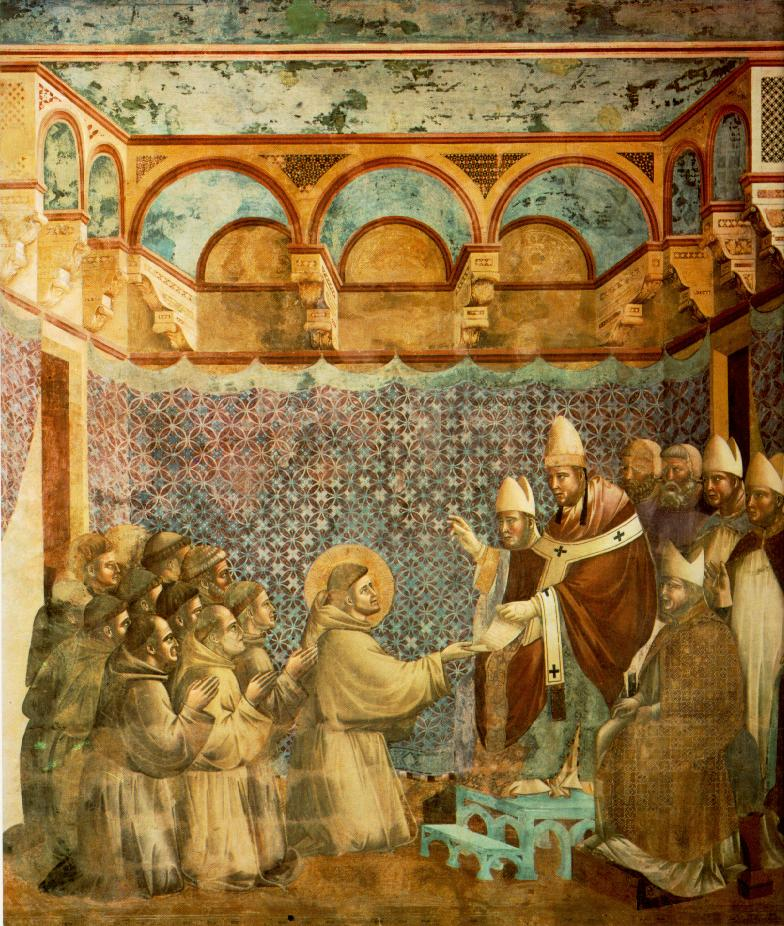
III. Ince pápa jóváhagyja a ferencesek szabályzatát
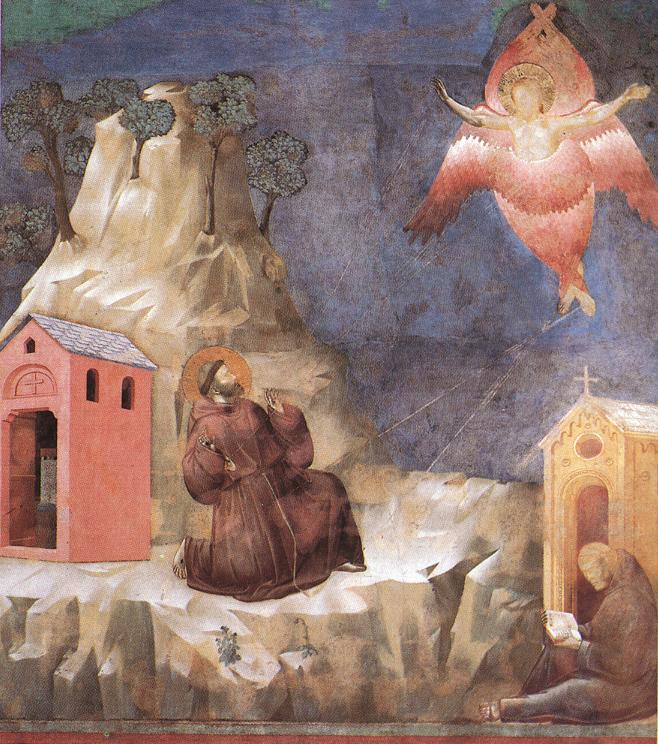
Szent Ferenc stigmái – Giottónak tulajdonított kép
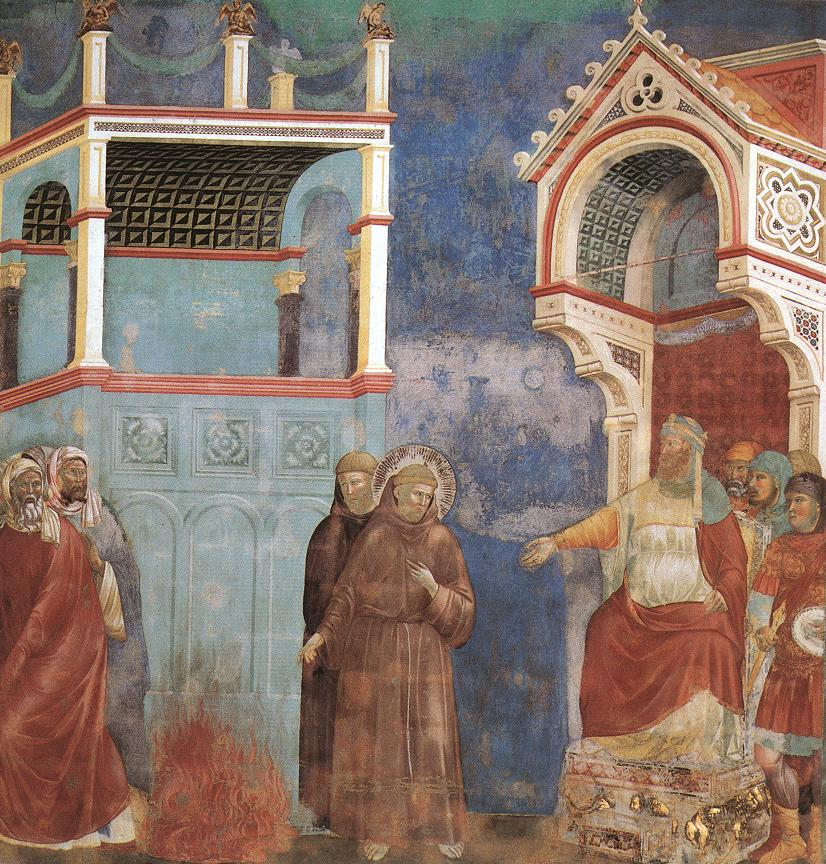
Assisi Szent Ferenc a szultán előtt
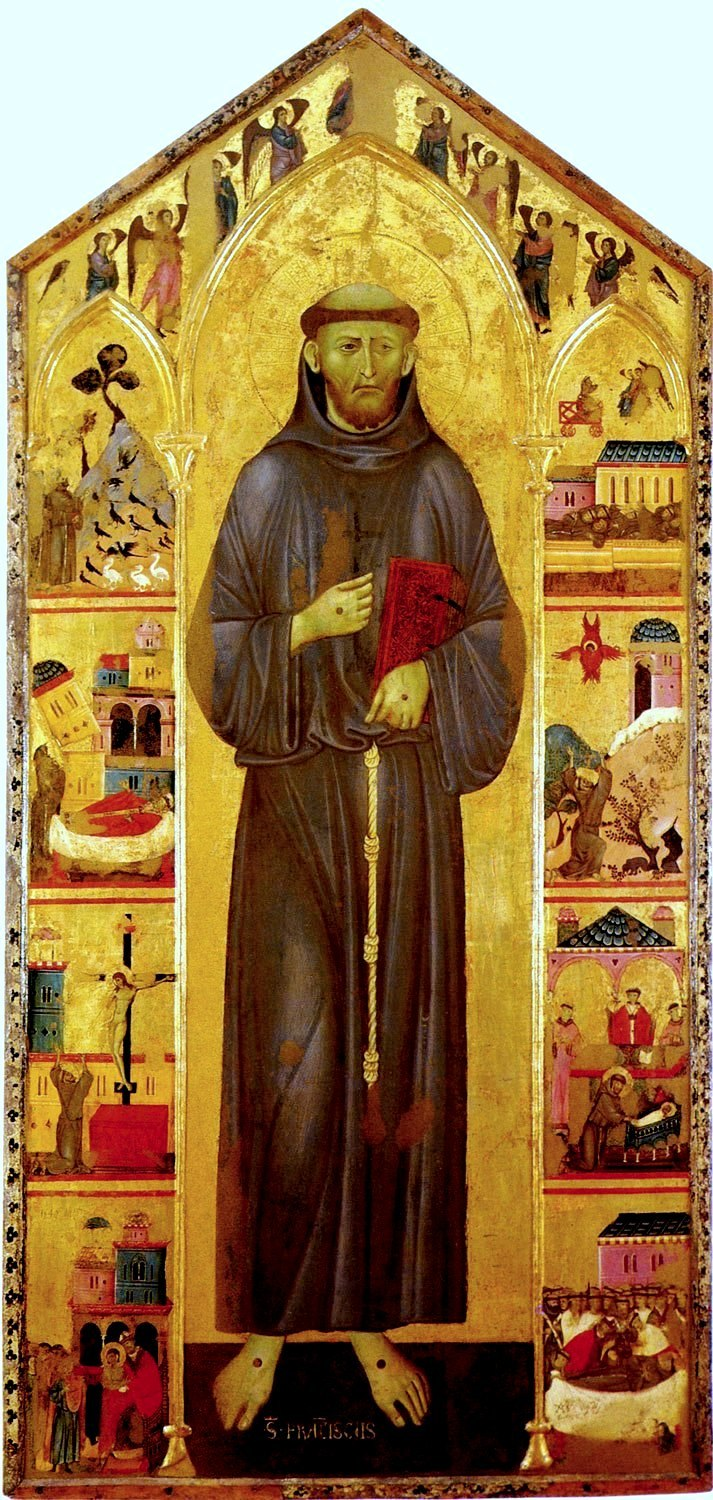
Guido di Graciano: Szent Ferenc és élete (1270)
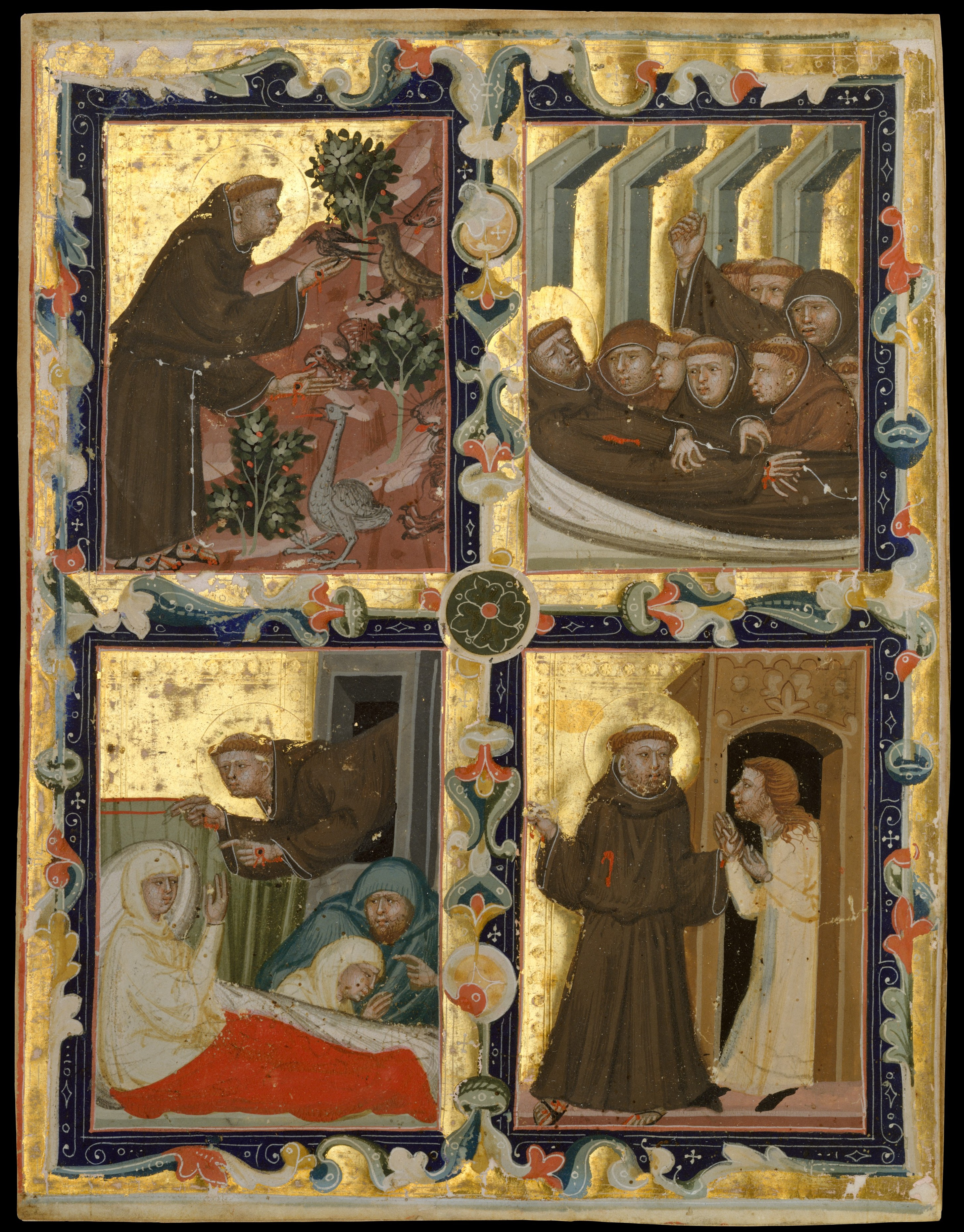
Magyar Anjou-legendárium Szent Ferenc legendája

## Magyarul megjelent publikációk

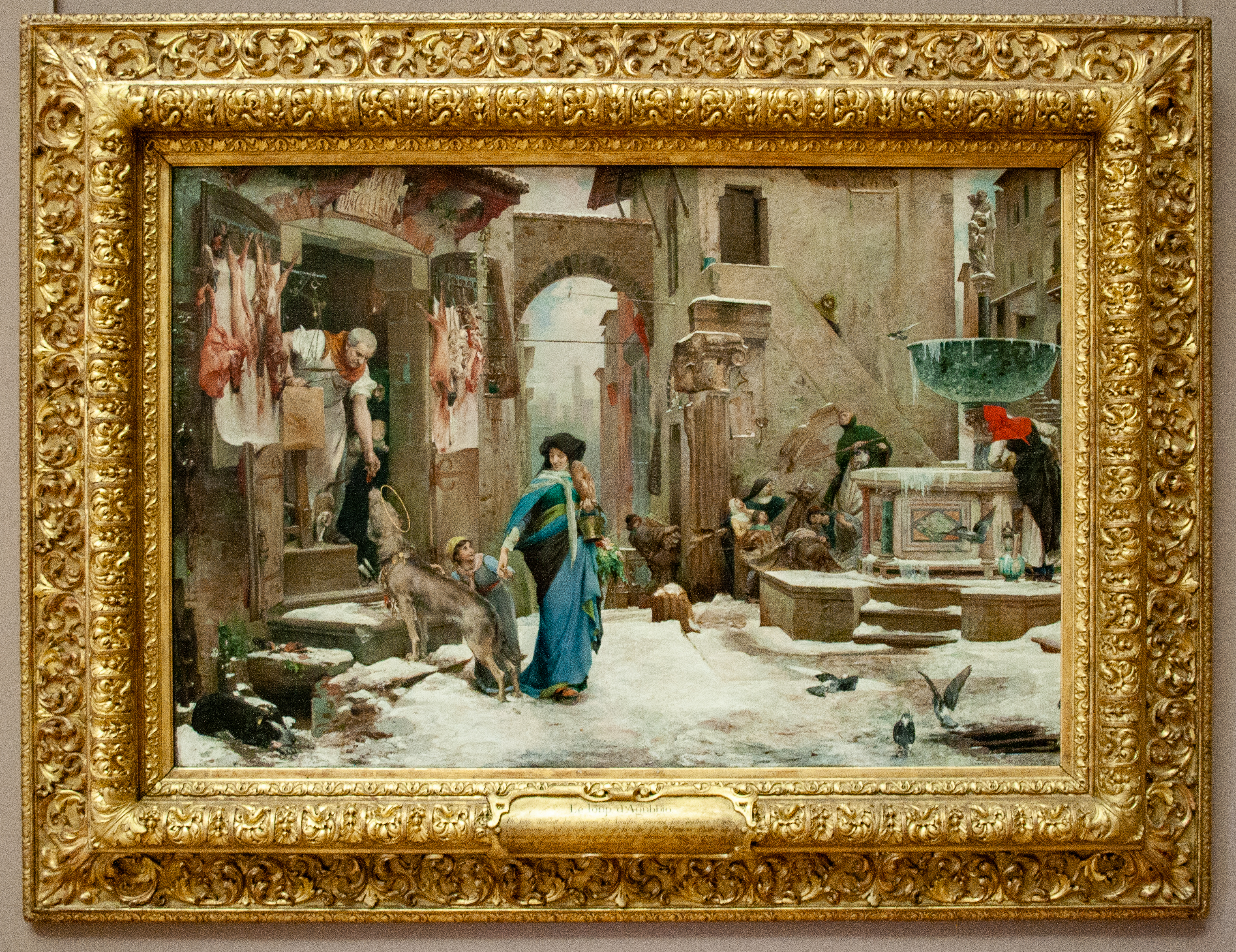
Egyik csodatétele – Gubbio farkasa

- Ditsőséges szerafim Szent Ferentz atyánk regulája és testamentoma, némelly szükséges oktatásokkal és szép imádságokkal; Nottenstein Ny., Buda, 1734
- Kedves, mert ritka nemes hármas levél, az az Szent Ferenc Atyánk harmadik szerzetének három részből álló rövid summája melly most ugyan azon Sz. szerzet Magyar-országi Boldog Asszony reformata provinciájának egy tagja-által magyarra fordéttatott Kilián Kazenberger; Royer Ny., Pozsony, 1744
- Dicsőséges Szent Ferencz atyánk harmadik rendén-lévő atyafiaknak regulája; Ferences Ny., Csíksomlyó, 1753
- Serafim Szent Ferentz regulája és testamentoma mellyet mostanság egy atya szerzetes társainak hasznára magyar nyelven ki-botsátot; Engel Ny., Pécs, 1800 k.
- Szerafikus Sz. Ferencz Atyánk regulája melyet magyar fordításban Golessény Pantaleo rendeletéből sajtó alá készített Rapawy Ignác; Schreiber Ny., Pozsony, 1859
- Szent Ferenc atyánk harmadik rendjének regulája; németből ford. Karcsu Antal Arzén; Mayer Ny., Vác, 1883
- Szerafikus Sz. Ferenc rendszabálya és végrendelete; jav. kiad.; Réthy Ny., Arad, 1887
- Szerafikus Szent Ferencz regulája; Taizs Ny., Pécs, 1887
- Assisi Szent Ferenc összes művei; ford. Monay Ferenc; Grünn Ny., Marosvásárhely, 1907
- A Kisebb Testvérek rendszabálya. Assisi Szent Ferenc Fiai használatára; Szent Bonaventura Ny., Cluj-Kolozsvár, 1925
- Assisi Szent Ferenc iratai; ford., bev. Takács Ince; Ferences Rend, Budapest, 1929
- Az egyszerűség útja. Ferences írások. Assisi Szent Ferenc írásai; latinból ford., bev., jegyz. Balanyi György / Facimbalom. Szedő Dénes versei és fordításai; Szt. István Társulat, Budapest, 1981 ISBN 963-360-171-1
- Assisi Szent Ferenc művei. Balanyi György fordításának javítása; jav. Hidász Ferenc, Várnai Jakab; OFM Esztergomi Ferences Gimnázium, Esztergom, 1989
- Assisi Szent Ferenc imádságai; ford. Viz László; Aggiornamento, Budapest, 1991
- Assisi Szent Ferenc művei. Balanyi György fordításának javítása; Agapé, Újvidék–Szeged–Csíksomlyó, 1992 (Ferences források)
- Isten rabjai. Assisi Szent Ferenc, Jacopone da Todi, Celanói Tamás írásai és versei; Interpopulart, Szentendre, 1993 (Populart füzetek)
- Imádkozzunk Assisi Ferenccel; vál., bev. Bernardin Skunca, szerk. Harmath Károly; Agapé, Novi Sad, 2002
- Assisi Szent Ferenc bölcsességei; szerk. Carol Kelly-Gangi, ford. Kajsza Krisztina; Lazi, Szeged, 2018
- Assisi Szent Ferenc írásai; korábbi ford. jav., jegyz. Berhidai Piusz, Hidász Ferenc; Magyarok Nagyasszonya Ferences Rendtartomány, Budapest, 2018 (Ferences források magyarul)
- Naptestvér éneke In: Szedő Dénes: Ferences himnuszok, Budapest, 1944, 7–10. o.
- Boldogasszony köszöntője In: Szedő Dénes: Ferences himnuszok, Budapest, 1944, 10–11. o.

### Internetről letölthető művei
Alábbi művek letölthetők a Ferences világi rend honlapjáról a Ferences Források könyvsorozat résznél.
- A három társ legendája (Ferences források sorozat), Agapé Kft., Szeged, 1995, ISBN 963-8112-70-0, 70 o.
- Assisi Szent Ferenc művei (Ferences források sorozat), Agapé Kft., Szeged, 1993, ISBN 963-8112-15-8, 150 o.
- Assisi Szent Ferenc Perugiai Legendája (Ferences források sorozat), Agapé Kft., Szeged, 1997, ISBN 963-458-083-1, 158 o.
- Celanói Tamás életrajzai Szent Ferencről (Ferences források sorozat), Agapé Kft., Szeged, 1996, ISBN 963-8112-07-7, 413 o.
- Fioretti – Assisi Szent Ferenc Virágoskertje (Ferences források sorozat), Agapé Kft., Szeged, 1999, ISBN 963-458-145-5, 199 o.
- Szent Bonaventura: Szent Ferenc élete (Középkori keresztény írók, 7. kötet), Szent István Társulat, Budapest, 2015, ISBN 978-963-277-095-6, 222 o.

### Fioretti
- Fioretti. Szent Ferenc, legendái; ford. Erdős Renée; Élet Ny., Budapest, 1911
- Szent Ferenc virágoskertje; ford., bev., jegyz. Kaposy József; Franklin, Budapest, 1913
- Assisi Szent Ferenc kis virágai; ford. Tormay Cecilia; Magyar Irodalmi Társaság, Budapest, 1926
- Virágszálak Szent Ferenc és társai életéből; ford. Kőszeghy Mihály; s.n., Gyöngyös, 1943 (A lelkiélet ferences mesterei)
- Assisi Szent Ferenc virágoskertje; ford., bev., jegyz. É. Megyeri András; Radnai, Bécs, 1978
- Assisi Szent Ferenc virágoskertje; ford., előszó, jegyz. Éder Zoltán; Radnai, Bécs, 1989
- Assisi Szent Ferenc virágoskertje / Fioretti; ford., jegyz. É. Megyeri András; Agapé, Újvidék, 1999 (Ferences források)